# Стираність гірських порід
Стираність гірських порід (рос. истираемость горных пород, англ. resistance of rocks to attrition, wear resistance; нім. Abreibbarkeit f von Gesteinen) — властивість частинок гірських порід меншати за об'ємом і масою під дією тертя.
Визначається за формулою:
KИ = (m1 — m2) / F, кг/м2,
де m1 і m2 — маса зразка до і після випробування, кг; F — площа зразка, м2.
Стираність гірських порід залежить від твердості і щільності гірських порід. Параметри її визначаються на спец. колах стирання (кола Боме, Амслера-Дорра, Баушингера тощо), на яких зразок, що випробовується, треться об абразивний (карборундовий, чавунний або сталевий з порошковим абразивом) обертовий диск. Показником С. є втрата маси (г) випробуваного зразка правильної форми (циліндричної, кубічної або призматичної), віднесена до площі стирання (в см2) при постійному навантаженні на зразок, заданій швидкості обертання диска і певній тривалості стирання. Рідше величина С. визначається як процент втрати маси зразка при його обертанні в барабані. С. для деяких гірських порід знаходиться в таких межах: кварцит — 0,06-0,12 г/см2; граніт — 0,1-0,5 г/см2; вапняк — 0,3-0,8 г/см2.